# Le Perrey
Le Perrey ist eine französische Gemeinde mit 1.221 Einwohnern (Stand: 1. Januar 2022) im Département Eure in der Region Normandie. Sie gehört zum Arrondissement Bernay und zu den Kantonen Pont-Audemer (Ortschaft Fourmetot) und Bourg-Achard (Ortschaften Saint-Thurien und Saint-Ouen-des-Champs).
Le Perrey entstand mit Wirkung vom 1. Januar 2019 als Commune nouvelle durch die Zusammenlegung der bis dahin selbstständigen Gemeinden Fourmetot, Saint-Thurien und Saint-Ouen-des-Champs, die in der neuen Gemeinde jeweils den Status einer Commune déléguée besitzen. Der Verwaltungssitz befindet sich im Ort Fourmetot.

## Gliederung
| Ortsteil                    | ehemaliger INSEE-Code | Fläche (km²) | Einwohnerzahl zum 1. Januar 2022 |
| --------------------------- | --------------------- | ------------ | -------------------------------- |
| Fourmetot (Verwaltungssitz) | 27263                 | 10,02        | 674                              |
| Saint-Ouen-des-Champs       | 27581                 | 06,11        | 308                              |
| Saint-Thurien               | 27607                 | 05,27        | 239                              |

## Geographie
Le Perrey liegt rund 40 Kilometer ostsüdöstlich des Stadtzentrums von Le Havre. Nachbargemeinden sind Sainte-Opportune-la-Mare im Norden, Trouville-la-Haule im Nordosten, Bourneville-Sainte-Croix im Osten, Valletot im Südosten, Corneville-sur-Risle im Süden, Manneville-sur-Risle im Südwesten, Saint-Mards-de-Blacarville im Westen sowie Bouquelon im Westen und Nordwesten.
Durch die Gemeinde führt die Autoroute A13.

## Sehenswürdigkeiten

### Fourmetot
- Kirche Notre-Dame aus dem 13. Jahrhundert, seit 1932 Monument historique
- Kirche Saint-André in Lilletot
- Schloss Le Hamel aus dem 16. Jahrhundert
- Herrenhaus La Croisée aus dem 17. Jahrhundert

### Saint-Ouen-des-Champs
- Kirche Saint-Ouen

### Saint-Thurien
- Kirche Saint-Thurien aus dem 16. Jahrhundert mit Umbauten aus dem 18. Jahrhundert
- Schloss Saint-Thurien aus dem 19. Jahrhundert

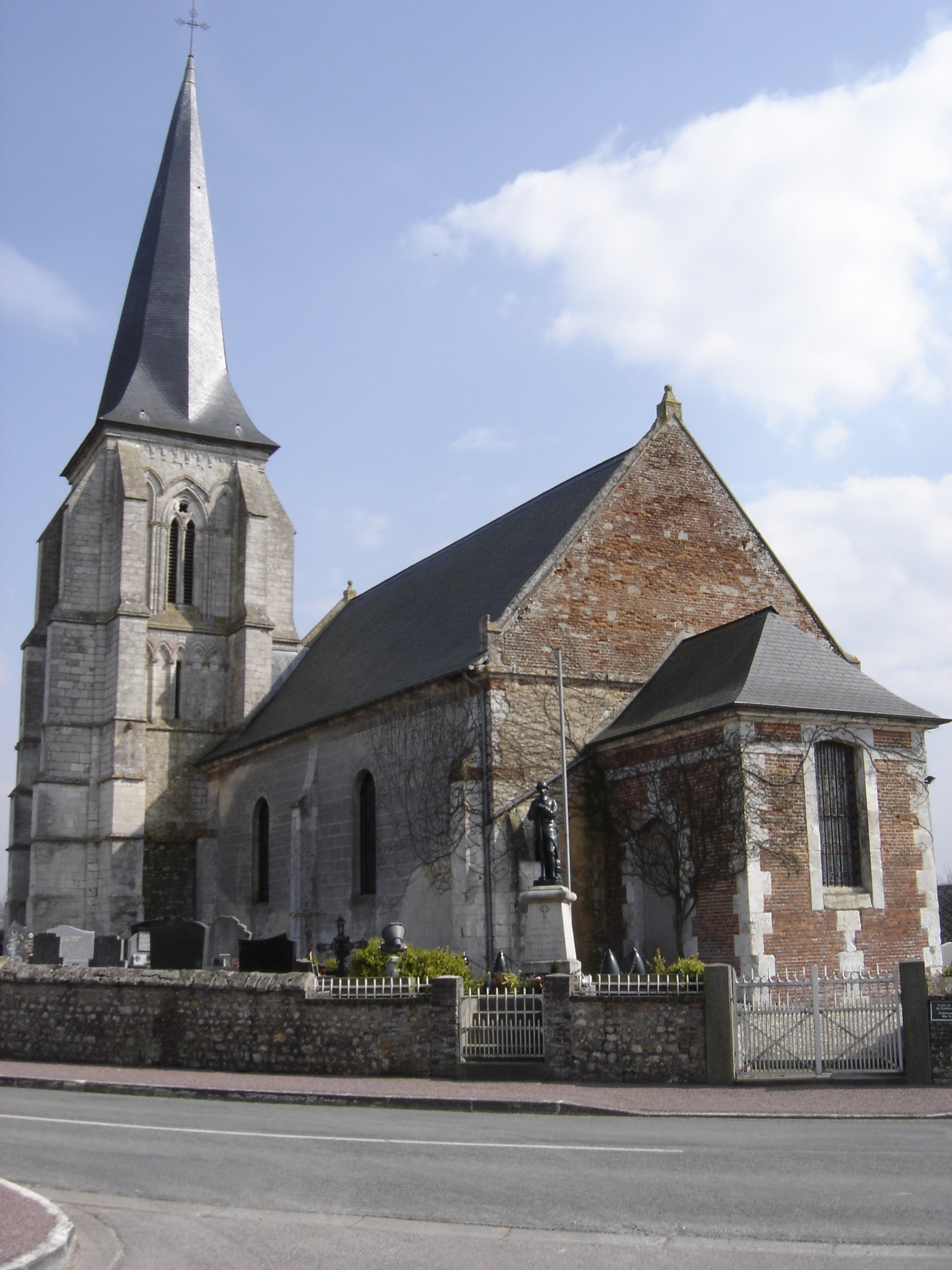
Kirche Notre-Dame
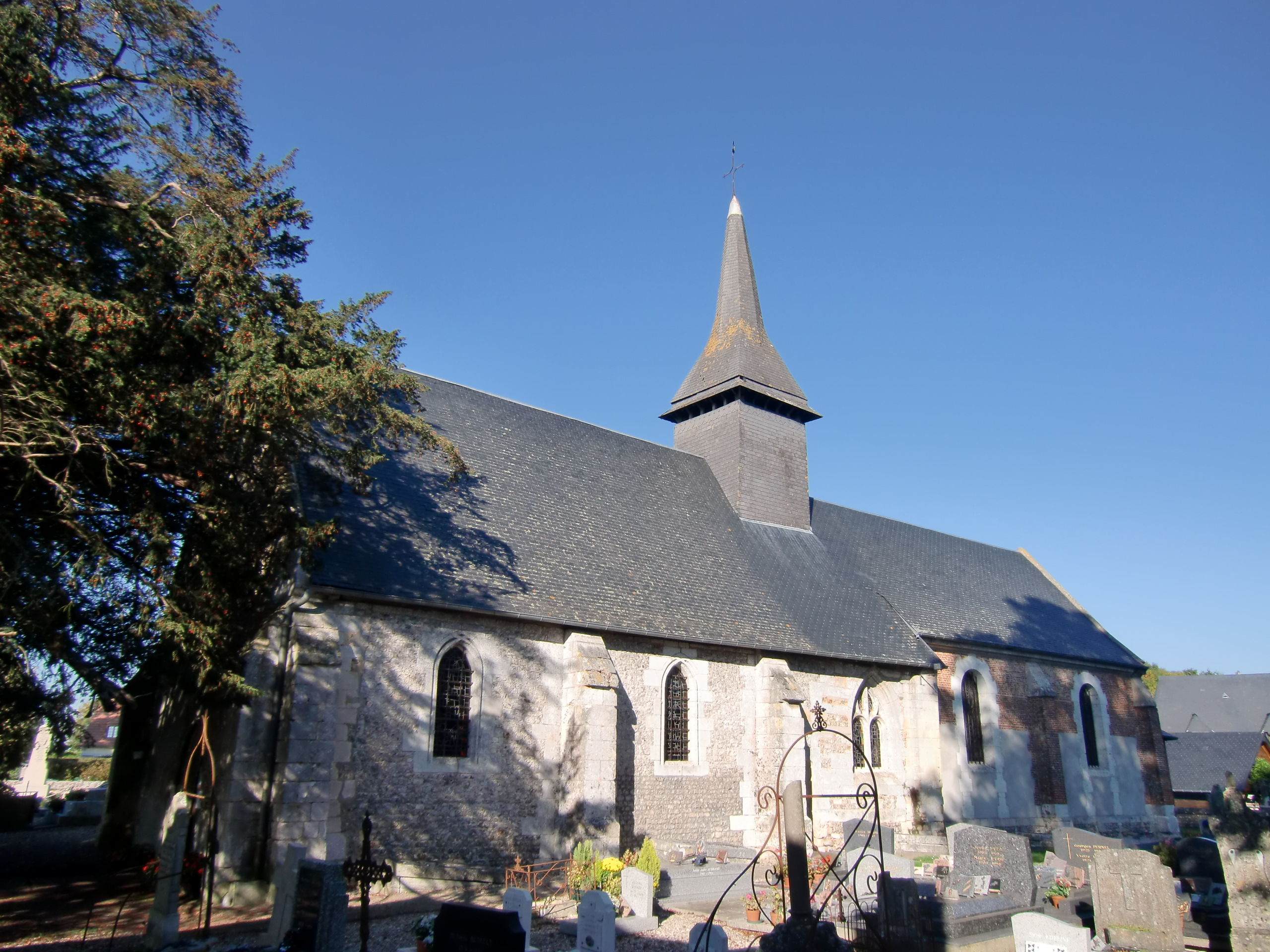
Kirche Saint-Ouen
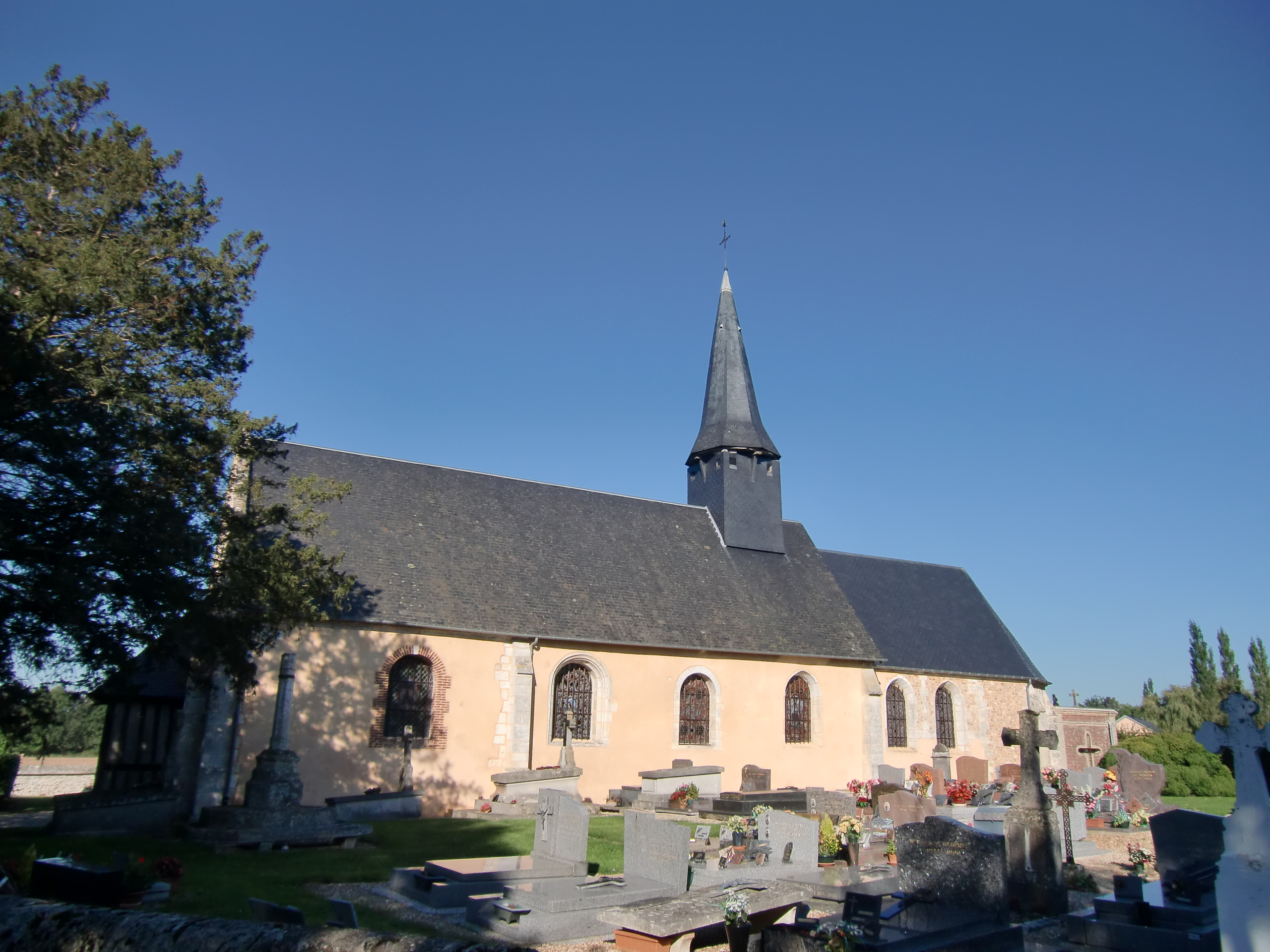
Kirche Saint-Thurien